# NGC 3327
NGC 3327 este o galaxie seyfert de tip 2⁠(d) situată în constelația Leul Mic. A fost descoperită în 10 aprilie 1785 de către William Herschel. Se află la o distanță de 87,9 de megaparseci de Pământ.